# Emoia kuekenthali
Emoia kuekenthali är en ödleart som beskrevs av  Oskar Boettger 1895. Emoia kuekenthali ingår i släktet Emoia och familjen skinkar.

## Underarter
Arten delas in i följande underarter:
- E. k. kuekenthali
- E. k. notomoluccense